# Копршива, Вит
Вит Копршива (чеш. Vít Kopřiva; род. 15 июня 1997[…], Биловец) — чешский теннисист. Победитель восьми турниров ATP Challenger (6 — в одиночном разряде); и победитель 15 турниров ITF (5 — в одиночном разряде).

## Спортивная карьера
В 2016—2023 годах стал победителем трёх турниров ATP серии «челленджер» и пяти турниров ITF серии «фьючерс» в одиночном разряде.
И в 2016—2022 годах стал победителем ещё двух «челленджеров» и десяти «фьючерсов» в парном разряде.

### 2024
В середине января 2024 года стал победителем квалификационного отбора и впервые стал участником турнира серии Большого шлема — в одиночном разряде Открытого чемпионата Австралии, где в первом круге за пять сетов проиграл американцу Себастьяну Корда со счётом: 1-6, 4-6, 6-2, 6-4, 2-6.
В начале июля 2024 года вновь стал победителем квалификационного отбора и участвовал в одиночном разряде Уимблдонского турнира, где в первом круге за три сета проиграл сербу Новаку Джоковичу со счётом: 1-6, 2-6, 2-6.

## Рейтинг на конец года
| Год  | Одиночный рейтинг | Парный рейтинг |
| 2023 | 132               | 458            |
| 2022 | 141               | 287            |
| 2021 | 193               | 291            |
| 2020 | 294               | 371            |
| 2019 | 345               | 339            |
| 2018 | 482               | 423            |
| 2017 | 528               | 510            |
| 2016 | 516               | 933            |
| 2015 | 1084              | —              |